# Chenisides bispinigera
Chenisides bispinigera là một loài nhện trong họ Linyphiidae.
Loài này thuộc chi Chenisides. Chenisides bispinigera được J. Denis miêu tả năm 1962.